# Rick Lazio
Enrico Anthony "Rick" Lazio (født 13. marts 1958 i Amityville, New York) er et tidligere medlem af Repræsentanternes Hus i USA fra New York (1993-2001). Lazio blev nationalt kendt, da han stillede op mod Hillary Clinton i New York ved senatsvalget 2000. Lazio var også uden held republikansk kandidat til guvernørvalget i New York i 2010.